# Mistrzostwa Europy Par na Żużlu 2006
Mistrzostwa Europy Par 2006 na żużlu – cykl rozgrywek żużlowych pod auspicjami Europejską Unię Motocyklową (UEM), mający na celu wyłonienie najlepszej narodowej pary w Europie w sezonie 2006. W finale zwyciężyli Polacy Sebastian Ułamek, Wiesław Jaguś i Marcin Rempała.

## Półfinały

### Równe
- 27 maja 2006 – Równe (Ukraina)

| Msc | Drużyna / Zawodnik                                                  | Biegi                                     | Punkty |
| --- | ------------------------------------------------------------------- | ----------------------------------------- | ------ |
| 1   | Czechy                                                              | Czechy                                    | 29     |
| 1   | (13) Aleš Dryml (14) Bohumil Brhel (21) Lukáš Dryml                 | (2,2,2,–,2,–) (3,–,–,1,3,2) (3,3,3,3)     | 8 9 12 |
| 2   | Ukraina II                                                          | Ukraina II                                | 23     |
| 2   | (9) Ihor Marko (10) Wołodymyr Kołodij (19) brak zawodnika           | (2,3,1,3,2,3) (3,1,0,2,3,0) –             | 14 9 – |
| 3   | Rosja                                                               | Rosja                                     | 21     |
| 3   | (5) Roman Iwanow (6) Daniił Iwanow (17) Jewgienij Gomozow           | (3,3,3,3,1,2) (-,–,–,–,–,–) (1,2,d,2,0,1) | 15 – 6 |
| 4   | Ukraina                                                             | Ukraina                                   | 18     |
| 4   | (7) Andrij Karpow (8) Ołeksandr Borodaj (18) brak zawodnika         | (2,2,3,2,2,3) (0,0,2,0,1,1) –             | 14 4 – |
| 5   | Austria                                                             | Austria                                   | 16     |
| 5   | (1) Fredrich Wallner (2) Manuel Novotny (15) brak zawodnika         | (3,w,2,3,1,3) (2,1,1,d,0,0) –             | 12 4 – |
| 6   | Ukraina III                                                         | Ukraina III                               | 13     |
| 6   | (11) Wołodymyr Omelan (12) Ołeksandr Piatnyczko (20) brak zawodnika | (0,1,1,1,3,2) (1,0,2,0,2,0) –             | 8 5 –  |
| 7   | Rumunia                                                             | Rumunia                                   | 6      |
| 7   | (3) Aleksandru Toma (4) Fanica Popa (16) Mircea Agrisan             | (0,0,d,0,w,–) (-,–,–,–,–,0) (1,1,1,1,1,1) | 0 0 6  |

### Lonigo
- 2 czerwca 2006 – Lonigo (Włochy)

| Msc | Drużyna / Zawodnik                                                       | Biegi     | Punkty     |
| --- | ------------------------------------------------------------------------ | --------- | ---------- |
| 1   | Finlandia                                                                | Finlandia | 26 +3      |
| 1   | (9) Joonas Kylmäkorpi (10) Kai Laukkanen (19) Kauko Nieminen             |           | 10 16 +3 – |
| 2   | Polska                                                                   | Polska    | 26 +2      |
| 2   | (5) Grzegorz Walasek (6) Wiesław Jaguś (17) Damian Baliński              |           | 12 +2 8 6  |
| 3   | Niemcy                                                                   | Niemcy    | 20         |
| 3   | (1) Martin Smolinski (2) Christian Hefenbrock (15) Thomas Stange         |           | 16 0 4     |
| 4   | Węgry                                                                    | Węgry     | 18         |
| 4   | (11) László Szatmári (12) Norbert Magosi (20) brak zawodnika             |           | 11 7 –     |
| 5   | Francja                                                                  | Francja   | 15         |
| 5   | (7) Matthiu Tresariieu (8) Stephane Tresariieu (18) Christophe Dubernard |           | 8 7 –      |
| 6   | Włochy                                                                   | Włochy    | 15         |
| 6   | (3) Matia Carpanesse (4) Daniele Tessari (16) Simone Terenzani           |           | 11 4 0     |
| 7   | Chorwacja                                                                | Chorwacja | 6          |
| 7   | (13) Marko Vlah (14) Ivan Vargek (21) brak zawodnika                     |           | 3 3 –      |

## Finał

### Lendava
- 5 sierpnia 2006 – Športni park Petišovci, Lendava (Słowenia)

| \| Msc \| Drużyna / Zawodnik \| Biegi \| Punkty \| \| --- \| ------------------------------------------------------------ \| ----------------------------------- \| ------- \| \| 1 \| Polska \| Polska \| 27 \| \| 1 \| (5) Sebastian Ułamek (6) Wiesław Jaguś (17) Marcin Rempała \| (2,3,2,2,2,3) (3,1,3,3,3,0) – \| 14 13 – \| \| 2 \| Słowenia \| Słowenia \| 25 \| \| 2 \| (9) Matej Žagar (10) Jernej Kolenko (19) Izak Santej \| (2,3,w,1,3,2) (3,2,3,3,2,1) – \| 11 14 – \| \| 3 \| Węgry \| Węgry \| 17 \| \| 3 \| (13) Norbert Magosi (14) László Szatmári (21) brak zawodnika \| (3,3,2,1,1,2) (0,0,d,2,0,3) – \| 12 5 – \| \| 4 \| Czechy \| Czechy \| 15 \| \| 4 \| (7) Bohumil Brhel (8) Adrian Rymel (18) Zdeněk Simota \| (w,d,u,–,–,–) (1,1,2,3,3,3) (0,1,1) \| 0 13 2 \| \| 5 \| Rosja \| Rosja \| 14 \| \| 5 \| (11) Roman Iwanow (12) Ilia Bondarenko (20) Daniił Iwanow \| (1,2,3,1,1,2) (0,1,1,0,–,–) (2,u) \| 10 2 2 \| \| 6 \| Ukraina \| Ukraina \| 13 \| \| 6 \| (3) Andrij Karpow (4) Serhij Senko (16) brak zawodnika \| (3,2,3,2,3,u) (d,d,w,–,d,–) – \| 13 0 – \| \| 7 \| Niemcy \| Niemcy \| 12 \| \| 7 \| (1) Thomas Stange (2) Kevin Wölbert (15) Max Dilger \| (2,2,0,2,1,2) (1,1,1,0,–,–) (0,0) \| 9 3 0 \| | Bieg po biegu: 1. Karpow, Stange, Wolber, Senko (d) 2. Jaguś, Ułamek, Rymel, Brhel (w) 3. Kolenko, Zagar, R.Iwanow, Bondarenko 4. Magosi, Stange, Wolbert, Szatmári 5. Ułamek, Karpow, Jaguś, Senko (d) 6. Zagar, Kolenko, Rymel, Brhel (d) 7. Magosi, R.Iwanow, Bondarenko, Szatmári 8. Jaguś, Ułamek, Wolbert, Stange 9. Karpow, Rymel, Brhel (u), Senko (w) 10. Kolenko, Magosi, Szatmári (d), Zagar (w) 11. R.Iwanow, Stange, Bondarenko, Wolbert 12. Kolenko, Karpow, Zagar 13. Jaguś, Ułamek, R.Iwanow, Bondarenko 14. Rymel, Szatmári, Magosi, Simota 15. Zagar, Kolenko, Stange, Dilger 16. Karpow, D.Iwanow, R.Iwanow, Senko (d) 17. Jaguś, Ułamek, Magosi, Szatmári 18. Rymel, Stange, Simota, Dilger 19. Szatmári, Magosi, Karpow (u) 20. Ułamek, Zagar, Kolenko, Jaguś 21. Rymel, R.Iwanow, Simota, D.Iwanow (u) |                                     |         |
| Msc | Drużyna / Zawodnik | Biegi                               | Punkty  |
| 1 | Polska | Polska                              | 27      |
| 1 | (5) Sebastian Ułamek (6) Wiesław Jaguś (17) Marcin Rempała | (2,3,2,2,2,3) (3,1,3,3,3,0) –       | 14 13 – |
| 2 | Słowenia | Słowenia                            | 25      |
| 2 | (9) Matej Žagar (10) Jernej Kolenko (19) Izak Santej | (2,3,w,1,3,2) (3,2,3,3,2,1) –       | 11 14 – |
| 3 | Węgry | Węgry                               | 17      |
| 3 | (13) Norbert Magosi (14) László Szatmári (21) brak zawodnika | (3,3,2,1,1,2) (0,0,d,2,0,3) –       | 12 5 –  |
| 4 | Czechy | Czechy                              | 15      |
| 4 | (7) Bohumil Brhel (8) Adrian Rymel (18) Zdeněk Simota | (w,d,u,–,–,–) (1,1,2,3,3,3) (0,1,1) | 0 13 2  |
| 5 | Rosja | Rosja                               | 14      |
| 5 | (11) Roman Iwanow (12) Ilia Bondarenko (20) Daniił Iwanow | (1,2,3,1,1,2) (0,1,1,0,–,–) (2,u)   | 10 2 2  |
| 6 | Ukraina | Ukraina                             | 13      |
| 6 | (3) Andrij Karpow (4) Serhij Senko (16) brak zawodnika | (3,2,3,2,3,u) (d,d,w,–,d,–) –       | 13 0 –  |
| 7 | Niemcy | Niemcy                              | 12      |
| 7 | (1) Thomas Stange (2) Kevin Wölbert (15) Max Dilger | (2,2,0,2,1,2) (1,1,1,0,–,–) (0,0)   | 9 3 0   |